# Notti rosse
Notti rosse (Nuits rouges) è un film del 1974 diretto da Georges Franju, condensato della miniserie televisiva francese in 8 episodi L'Homme sans visage.